# Rio Republican
O rio Republican é um rio que nasce na confluência dos rios North Folk Republican e Arikaree, percorrendo 729 km através do Nebraska e do Kansas antes de desembocar no Rio Kansas.